# Garítovo
Garítovo (en rus: Гаритово) és un poble de l'óblast de Tambov, a Rússia, segons el cens del 2010 tenia 319 habitants.